# Corvospongilla caunteri
Corvospongilla caunteri är en svampdjursart som beskrevs av Annandale 1911. Corvospongilla caunteri ingår i släktet Corvospongilla och familjen Spongillidae.
Artens utbredningsområde är havet utanför Indien. Inga underarter finns listade i Catalogue of Life.